# Auchindoun
Auchindoun (gaélique écossais : Achadh an Dùin) est un hameau rural de Moray en Écosse.
Il est situé à environ 4 km à l'est de Dufftown, qui se décrit lui-même comme la Capitale du Whisky au Malt. Le hameau est essentiellement situé sur la rive est de la rivière Fiddich.